# Анадия (Португалия)
Анадия (порт. Anadia; [ ɐnɐ'diɐ]) — город в Португалии, центр одноимённого муниципалитета в составе округа Авейру. Находится в составе крупной городской агломерации Большое Авейру. По старому административному делению входил в провинцию Бейра-Литорал. Входит в экономико-статистический субрегион Байшу-Воуга, который входит в Центральный регион. Численность населения — 3,0 тыс. жителей (город), 31,7 тыс. жителей (муниципалитет). Занимает площадь 216,60 км².
Покровителем города считается Сан-Паиу.

## Расположение
Город расположен в 29 км на юго-восток от административного центра округа города Авейру.
Муниципалитет граничит:
- на севере — муниципалитет Агеда
- на востоке — муниципалитет Мортагуа
- на юге — муниципалитеты Меальяда, Кантаньеде
- на западе — муниципалитет Кантаньеде
- на северо-западе — муниципалитет Оливейра-ду-Байру

## История
Город основан в 1514 году.

## Население
| Численность населения муниципалитета по годам | Численность населения муниципалитета по годам | Численность населения муниципалитета по годам | Численность населения муниципалитета по годам | Численность населения муниципалитета по годам | Численность населения муниципалитета по годам | Численность населения муниципалитета по годам | Численность населения муниципалитета по годам |        |
| --------------------------------------------- | --------------------------------------------- | --------------------------------------------- | --------------------------------------------- | --------------------------------------------- | --------------------------------------------- | --------------------------------------------- | --------------------------------------------- | ------ |
| 1849                                          | 1900                                          | 1930                                          | 1960                                          | 1981                                          | 1991                                          | 2001                                          | 2004                                          | 2006   |
| 5761                                          | 17 161                                        | 23 245                                        | 29 039                                        | 29 820                                        | 28 899                                        | 31 545                                        | 31 671                                        | 31 660 |

## Состав муниципалитета
В муниципалитет входят следующие районы:
1. Агин
2. Аморейра-да-Гандара
3. Анкаш
4. Аркуш
5. Авеланш-де-Каминью
6. Авеланш-де-Сима
7. Могофореш
8. Мойта
9. Паредеш-ду-Байру
10. Сангальюш
11. Сан-Лоренсу-ду-Байру
12. Таменгуш
13. Вила-Нова-де-Монсарруш
14. Виларинью-ду-Байру
15. Ойш-ду-Байру